# Вілла Деціуша

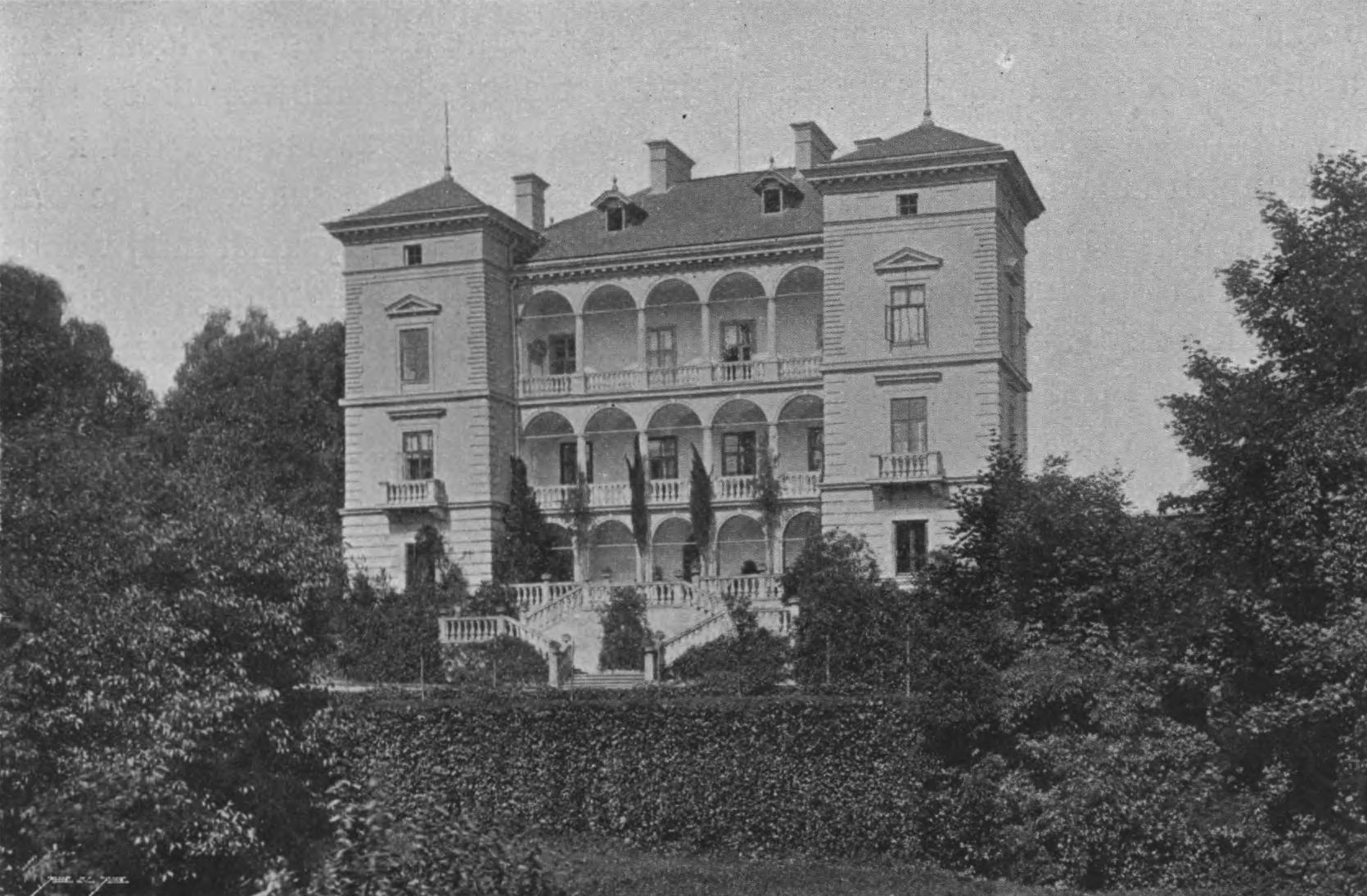
Вілла Деціуша, фото XIX століття

Вілла Деціуша (пол. Willa Decjusza) — назва архітектурного пам'ятника, який знаходиться в краківському районі Воля-Юстовська за адресою: вулиця 23 липня 1943 року, 17а. Будівлю внесено до реєстру пам'яток Малопольського воєводства (Польща), які охороняються державою.

## Історія
Будинок звів власник села Волі-Юстовської Юст Людвік Деціуш у 1535 році, поблизу заповідника Паненські скелі, за проектом італійських архітекторів Джованні Чіні з Сієни, Бернардіно Занобі де Джанотіс і Філіпа з Фезоле.
У 1590 році будівлю купив Себастьян Любомирський, син краківського воєводи Станіслава Любомирського. У 1620 році будівлю було розширено, ймовірно, за проектом архітектора Мацея Траполи, який додав до нього дві бічні вежі.
У 1720 році будинок придбав Анджей Можковський з шляхетного роду Санґушків. У першій половині XIX століття дім був перебудований сім'єю Ледуховських, які змінили шоломи на баштах зі стилю бароко на стиль маньєризму.
У 1844 році наступна власниця будівлі — Генрієтта Єва Анквічувна — додала оглядовий майданчик із двома бічними сходами до нього, балкони на вежах і аттик.
Після пожежі 1882 року Марцеліна Чарторийська відреставрувала будівлю за проектом польського архітектора Тадеуша Стриєнського; після того в ньому часто проводилися концерти. До 1917 року вілла Деціуша перебувала у власності князів Чарторийських.
Під час Першої світової війни в будівлі знаходилися казарми.
7 березня 1930 року вілла Деціуша була внесена до реєстру пам'яток Малопольського воєводства (№ А-131), які охороняються державою.
Під час Другої світової війни в будинку розташовувалось відділення німецької поліції. Після війни вілла Деціуша перейшла в державну власність, і в даних приміщеннях послідовно перебували Центральний відділ навчання спільної роботи, пансіонат і філія туберкульозної лікарні.
У 70-ті роки XX століття вілла Деціуша була відремонтована, і на даний час в ній знаходиться адміністрація Товариства вілли Деціуша.
Дана будівля входить до переліку об'єктів туристичного маршруту «Ренесансовий шлях Малої Польщі».